# خواهر مبارز خیابانی
خواهر مبارز خیابانی (انگلیسی: Sister Street Fighter) داستان حول محور Lǐ Hóng-Lóng (李紅竜 Li Kōryū)، رزمی کار زن این عنوان می‌چرخد. هنگامی که برادرش Lǐ Wàn-Qīng توسط اربابان مواد مخدر ربوده می‌شود، او به دنبال انتقام است. مجموعه رنگارنگ «قاتل» سلطان مواد مخدر شامل گروهی از بوکسورهای تایلندی با لباس توگا به نام «هفت آمازون» همراه با نمایندگان تقریباً هر هنر رزمی است.